# Calliotectum
Calliotectum is een geslacht van weekdieren uit de klasse van de Gastropoda (slakken).

## Soorten
- Calliotectum dalli (Bartsch, 1942)
- Calliotectum egregium Bouchet & Poppe, 1995
- Calliotectum mirabile (Clench & Aguayo, 1941)
- Calliotectum piersonorum Bouchet & Poppe, 1995
- Calliotectum smithi (Bartsch, 1942)
- Calliotectum tibiaeforme (Kuroda, 1931)
- Calliotectum vernicosum (Dall, 1890)
- Calliotectum waitaraense (Marwick, 1926) †